# Зоновське сільське поселення
Зо́новське сільське поселення (рос. Зоновское сельское поселение) — муніципальне утворення у складі Юргінського району Тюменської області, Росія.
Адміністративний центр — село Зоново.

## Населення
Населення — 481 особа (2020; 496 у 2018, 519 у 2010, 586 у 2002).

## Склад
До складу поселення входять такі населені пункти:
| Населений пункт   | Населення, осіб (2002) | Населення, осіб (2010) |
| ----------------- | ---------------------- | ---------------------- |
| Борсуки, присілок | 4                      | 5                      |
| Зоново, село      | 303                    | 279                    |
| Сіньга, присілок  | 279                    | 235                    |